# Krasni (Moldavànskoie)
Krasni - Красный (rus) - és un khútor al krai de Krasnodar, a Rússia. Es troba als vessants septentrionals del Caucas occidental, a la vora del riu Kudako, a 14 km al nord-oest de Krimsk i a 94 km a l'oest de Krasnodar, la capital. Pertany al municipi de Moldavànskoie.